# Munkebjerg Hotel
Munkebjerg Hotel er et dansk hotel, beliggende i Munkebjerg ved Vejle Fjord. Hotellet har flere restauranter, bl.a. restauranten "Treetop".

## Historie
Den 1. juni 1879 åbnede gårdejer Ole Nielsen et traktørsted, som var en lille forfriskningspavillon, som fik navnet Schweitzerpavillion. Den lå lidt nærmere fjorden end det nuværende hotel.
I 1880 byggede man højere oppe i skoven et hotel i to etager, som fik navnet Munkebjerg Badehotel. Det bestod af 10 værelser og en spisesal. Der var en trappe med 218 trin til fjorden. Badehotellet var et så yndet tilholdssted for malere, at der blev dannet en kunstnerkoloni. Der var tilgang fra fjorden ved dampbåden ”Munkebjerg”, som lagde til ved anløbsbroen. Gæsternes tunge bagage blev bragt op ad ”Bjerget” til badehotellet – enten fra anløbsbroen eller fra det senere anlagte trinbræt af æslet Moses.
I 1884 blev der af det Jydsk/Fynske Jernbaneselskab anlagt et trinbræt for toget ved Munkebjerg. I 1933 blev Danmarks første udendørs rulletrappe etableret i stedet for den gamle trappe med de 218 trin. Trappen eksisterede lige til de gamle hotelbygninger forsvandt, da planen om et nyt Munkebjerg Hotel forelå. 
I 1967 byggedes det nuværende Munkebjerg Hotel af murermester S.A. Geschwendtner. Hotellet havde 65 værelser, restaurant, terrasse, festsal, eget charcuteri, røgeri, bageri og konditori. Den 7. juli 1967 stod hotellet færdigt. Der blev anlagt en 3 km lang serpentinevej fra Vejle fjord op til hotellet.

## Historiske årstal
- 1879 Gårdejer Ole Nielsen åbner et traktørsted, som fik navnet Schweitzerpavillion
- 1880 Munkebjerg Badehotel åbner
- 1884 De Jydsk/Fynske Jernbaneselskab åbner et trinbræt for toget ved Munkebjerg
- 1967 Murermester S.A. Geschwendtner opfører det nuværende Munkebjerg Hotel med 65 værelser
- 1984/85 Hotellet udvides med den såkaldte "Tree-Top" etage og restaurent, nu med 148 værelser.
- 1990 Åbning af Casino Munkebjerg Vejle.
- 2012 En del af hotellet brænder, genopbygges igen og er klart til brug i 2013.